# 应水
应水，是中国长江流域的一条河流，汇入湘江，属于湘江水系。河长75千米，流域面积1011平方千米，多年平均流量24立方米每秒。自然落差1221米。水能理论蕴藏量2万千瓦。